# 富戸駅

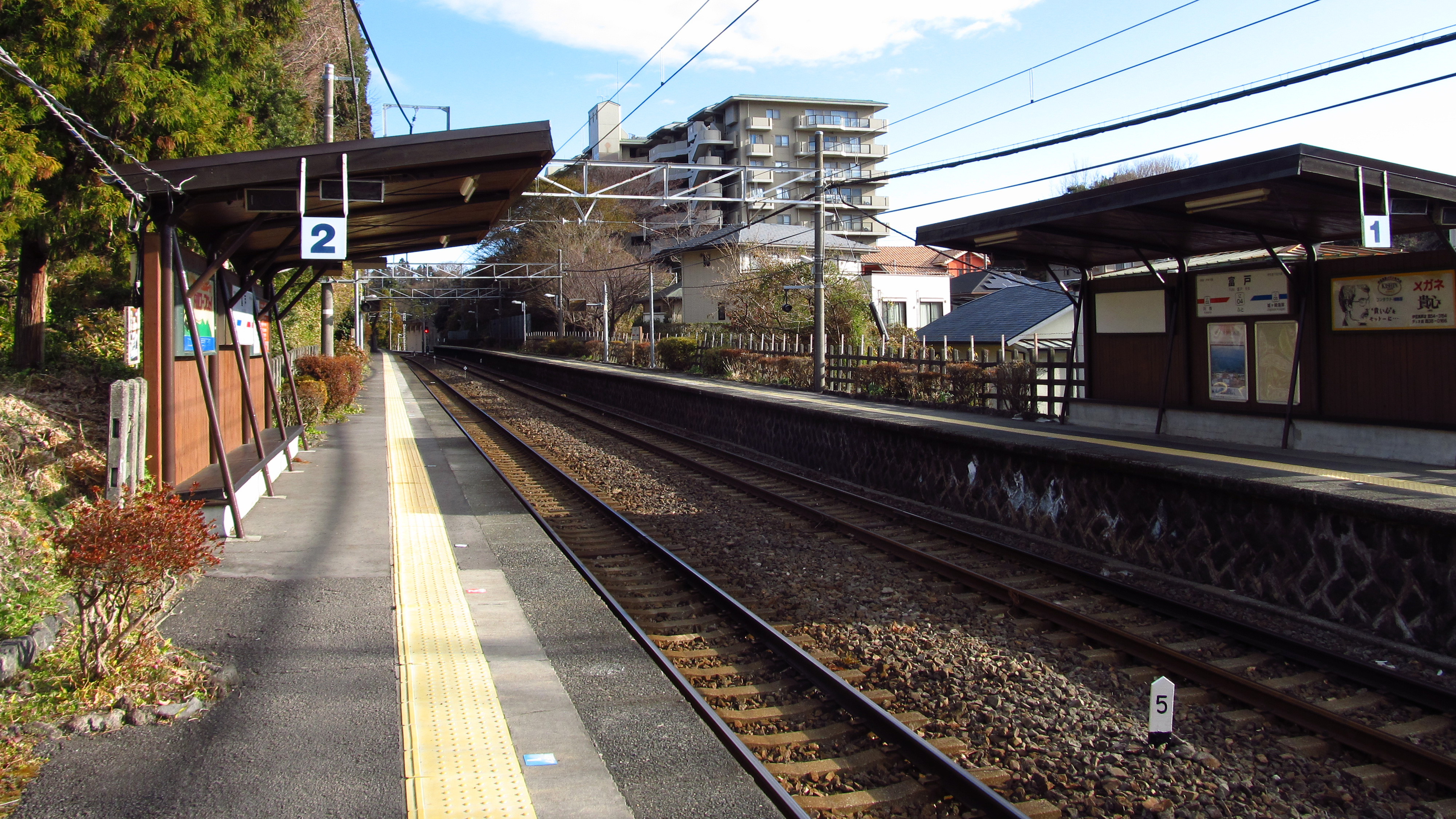
ホーム（2018年1月）

富戸駅（ふとえき）は、静岡県伊東市富戸にある、伊豆急行伊豆急行線の駅である。駅番号はIZ04。
静岡県内の鉄道駅では最も東に位置する。

## 歴史
- 1961年（昭和36年）12月10日：開業。
- 2021年（令和3年）4月1日：無人化[1]。

## 駅構造
相対式ホーム2面2線を有する地上駅。駅舎は1番線ホームに面しており、2番線ホームとのアクセスには構内踏切を使用する。

### のりば
| 番線 | 路線       | 方向 | 行先           | 備考            |
| ---- | ---------- | ---- | -------------- | --------------- |
| 1    | 伊豆急行線 | 下り | 伊豆急下田方面 | 一部列車は2番線 |
| 2    | 伊豆急行線 | 上り | 伊東・熱海方面 | 一部列車は1番線 |

駅舎から遠い方の2番線側が直線となる一線スルー構造になっており、通過列車は原則として2番線を通行する。停車列車は基本的に方向別にホームを使い分けるが、通過列車待避の場合など、逆のホームに停車する列車もある。

### 構内
- SuicaおよびSuicaと相互利用可能なICカード（PASMO等）は、伊豆急行線内全駅で利用可能であるが、当駅は無人化の前にチャージ機が撤去され、チャージサービスには対応していない。

## 利用状況
- 2020年（令和2年）度の1日平均乗車人員は117人である。

近年の1日平均乗車人員の推移は以下の通りである。
| 年度               | 1日平均 乗車人員 | 出典     |
| ------------------ | ---------------- | -------- |
| 1993年（平成05年） | 378              | [ * 1 ]  |
| 1994年（平成06年） | 352              | [ * 2 ]  |
| 1995年（平成07年） | 317              | [ * 3 ]  |
| 1996年（平成08年） | 320              | [ * 4 ]  |
| 1997年（平成09年） | 293              | [ * 5 ]  |
| 1998年（平成10年） | 274              | [ * 6 ]  |
| 1999年（平成11年） | 263              | [ * 7 ]  |
| 2000年（平成12年） | 251              | [ * 8 ]  |
| 2001年（平成13年） | 239              | [ * 9 ]  |
| 2002年（平成14年） | 221              | [ * 10 ] |
| 2003年（平成15年） | 205              | [ * 11 ] |
| 2004年（平成16年） | 192              | [ * 12 ] |
| 2005年（平成17年） | 201              | [ * 13 ] |
| 2006年（平成18年） | 216              | [ * 14 ] |
| 2007年（平成19年） | 212              | [ * 15 ] |
| 2008年（平成20年） | 211              | [ * 16 ] |
| 2009年（平成21年） | 194              | [ * 17 ] |
| 2010年（平成22年） | 173              | [ * 18 ] |
| 2011年（平成23年） | 177              | [ * 19 ] |
| 2012年（平成24年） | 175              | [ * 20 ] |
| 2013年（平成25年） | 164              | [ * 21 ] |
| 2014年（平成26年） | 169              | [ * 22 ] |
| 2015年（平成27年） | 187              | [ * 23 ] |
| 2016年（平成28年） | 192              | [ * 24 ] |
| 2017年（平成29年） | 190              | [ * 25 ] |
| 2018年（平成30年） | 178              | [ * 26 ] |
| 2019年（令和元年） | 171              | [ * 27 ] |
| 2020年（令和02年） | 117              | [ * 28 ] |

## 駅周辺
- 伊東市富戸出張所
- 富戸漁港
- JAあいら伊豆富戸支所
- 富戸小学校
- 静岡県道109号伊東川奈八幡野線
- 東海バス「富戸コミュニティーセンター前」停留所 - 伊豆高原駅・伊豆海洋公園方面、伊東駅方面

## 隣の駅
伊豆急行
 伊豆急行線
川奈駅 (IZ03) - 富戸駅 (IZ04) - 城ヶ崎海岸駅 (IZ05)

### 記事本文
1. 1 2  『駅の窓口営業形態の変更および終電時刻の繰上げ等につきまして』（PDF）（プレスリリース）伊豆急行、2020年12月18日。オリジナルの2020年12月20日時点におけるアーカイブ。2020年12月21日閲覧。

### 利用状況
静岡県統計年鑑
1. ↑  静岡県統計年鑑1993（平成5年） (PDF)
2. ↑  静岡県統計年鑑1994（平成6年） (PDF)
3. ↑  静岡県統計年鑑1995（平成7年） (PDF)
4. ↑  静岡県統計年鑑1996（平成8年） (PDF)
5. ↑  静岡県統計年鑑1997（平成9年） (PDF)
6. ↑  静岡県統計年鑑1998（平成10年） (PDF)
7. ↑  静岡県統計年鑑1999（平成11年） (PDF)
8. ↑  静岡県統計年鑑2000（平成12年） (PDF)
9. ↑  静岡県統計年鑑2001（平成13年） (PDF)
10. ↑  静岡県統計年鑑2002（平成14年） (PDF)
11. ↑  静岡県統計年鑑2003（平成15年） (PDF)
12. ↑  静岡県統計年鑑2004（平成16年） (PDF)
13. ↑  静岡県統計年鑑2005（平成17年） (PDF)
14. ↑  静岡県統計年鑑2006（平成18年） (PDF)
15. ↑  静岡県統計年鑑2007（平成19年） (PDF)
16. ↑  静岡県統計年鑑2008（平成20年） (PDF)
17. ↑  静岡県統計年鑑2009（平成21年） (PDF)
18. ↑  静岡県統計年鑑2010（平成22年） (PDF)
19. ↑  静岡県統計年鑑2011（平成23年） (PDF)
20. ↑  静岡県統計年鑑2012（平成24年） (PDF)
21. ↑  静岡県統計年鑑2013（平成25年） (PDF)
22. ↑  静岡県統計年鑑2014（平成26年） (PDF)
23. ↑  静岡県統計年鑑2015（平成27年） (PDF)
24. ↑  静岡県統計年鑑2016（平成28年） (PDF)
25. ↑  静岡県統計年鑑2017（平成29年） (PDF)
26. ↑  静岡県統計年鑑2018（平成30年） (PDF)
27. ↑  静岡県統計年鑑2019（令和元年） (PDF)
28. ↑  静岡県統計年鑑2020（令和2年） (PDF)